# Casa de Campo (Park)

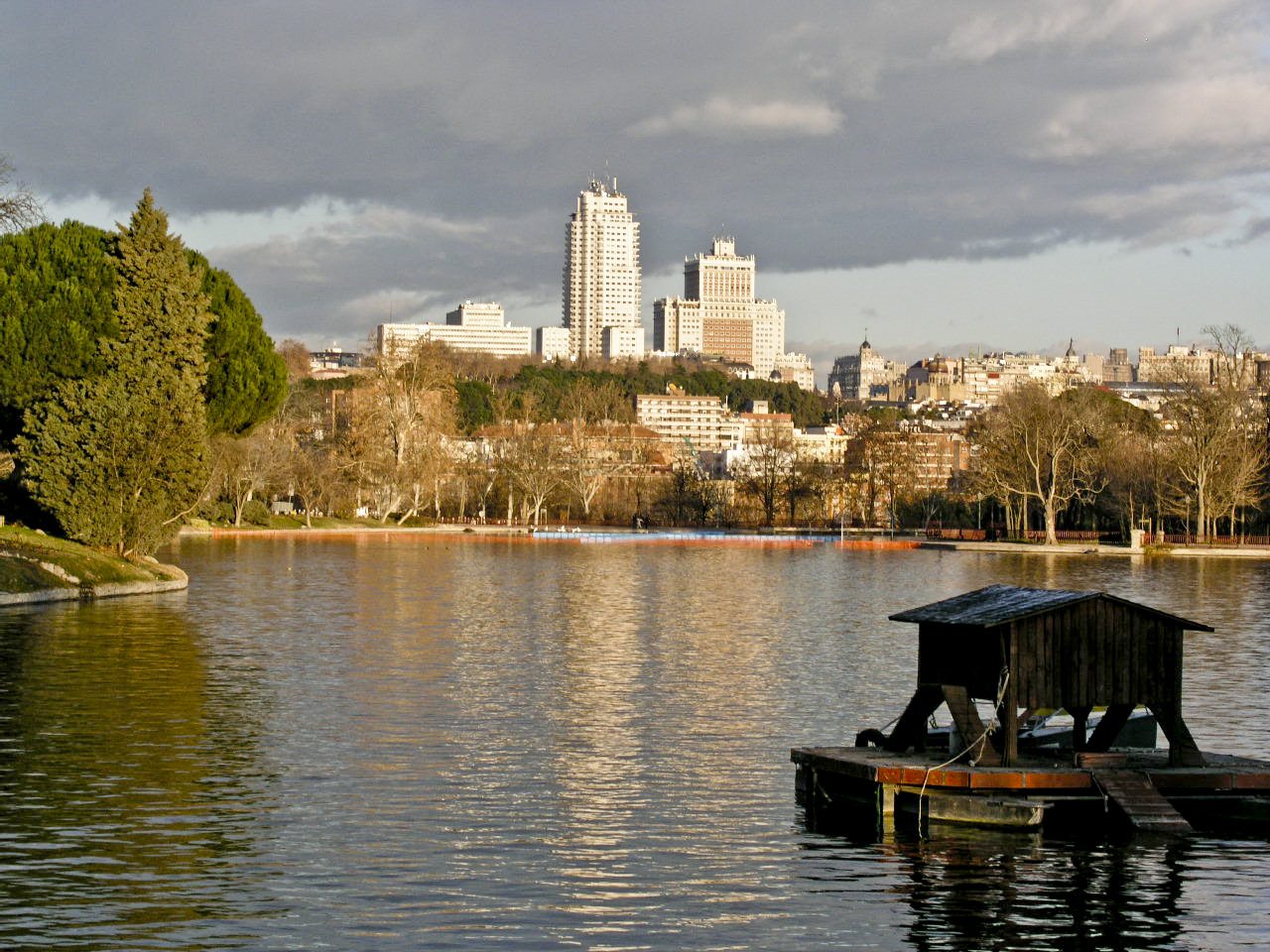
See in Casa de Campo mit der Plaza de España im Hintergrund.

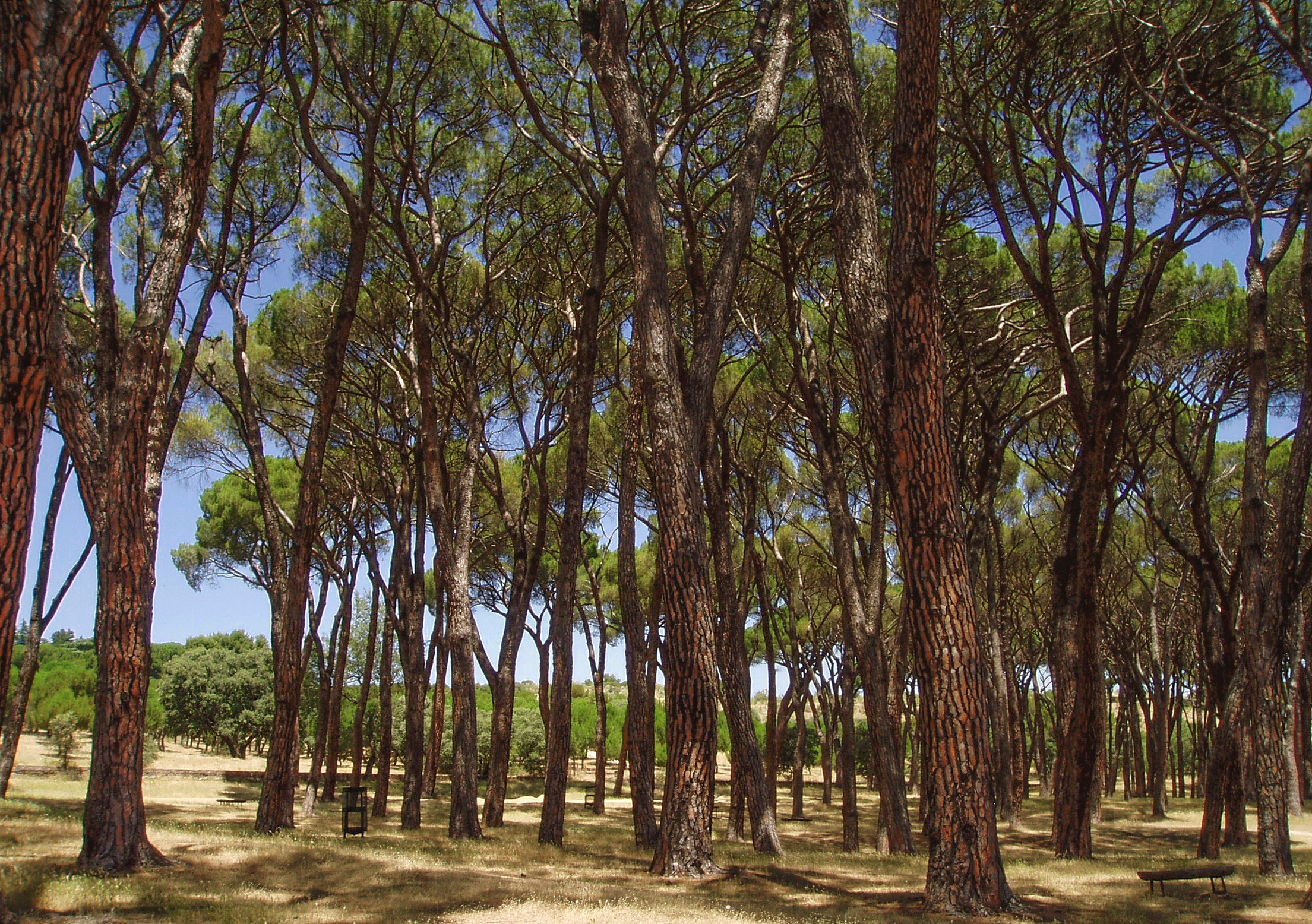
Kiefernwald im Casa de Campo.

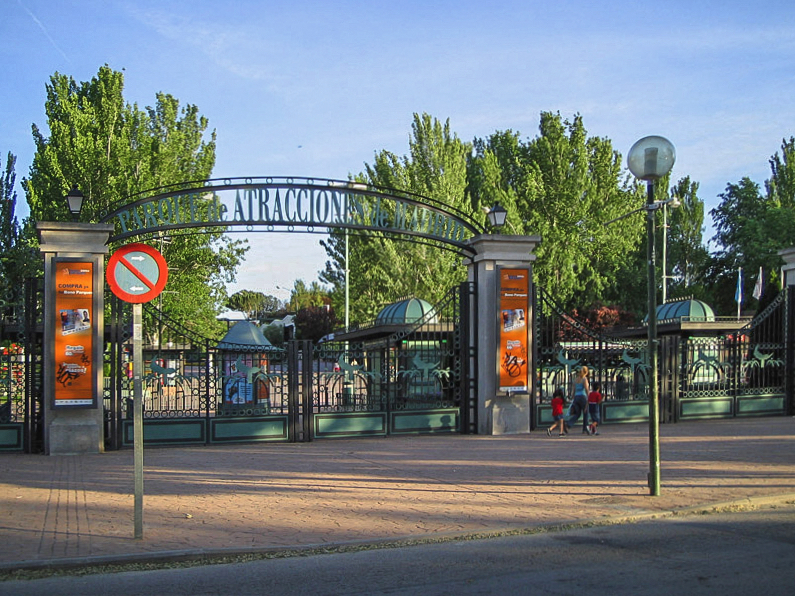
Eingang zum Parque de Atracciones

Casa de Campo ist der größte öffentlich zugängliche Park der Autonomen Gemeinschaft Madrid. Westlich der Stadt Madrid gelegen, befindet sich der Park im Stadtteil Casa de Campo, der wiederum zum Stadtbezirk Moncloa-Aravaca gehört. Im Süden grenzt er an den Bezirk Latina, im Westen an die autonome Gemeinschaft Pozuelo de Alarcón. Der Park liegt am Monte de El Pardo und hat eine Fläche von 1722,6 ha, die auch das Gelände des Club de Campo umfasst.
Bevor Casa de Campo 1931 den Menschen von Madrid als Erholungsgebiet überlassen wurde, befand er sich im Besitz des Spanischen Königshauses und diente ihm als Jagdrevier. Heute befinden sich in dem Park verschiedene Einrichtungen, wie der Vergnügungspark von Madrid, die Seilbahn, welche Casa de Campo mit dem Parque del Oeste verbindet, der Zoo von Madrid, die Venta del Batán für die Kampfstiere sowie Teile des Messegeländes der IFEMA und verschiedene Sportanlagen.

## Geschichte

### Vor den Habsburgern
Casa de Campo wird, wie das gesamte rechte Flussufer des Manzanares, seit dem Paläolithikum bevölkert. Spuren aus dem Neolithikum sind bis heute erhalten.
Im Itinerarium Antonini, einem Verzeichnis der wichtigsten römischen Reichsstraßen und Siedlungen, wird eine Ortschaft namens Miaccum erwähnt, die (zur Römerzeit) in den Grenzen des Parks gelegen haben soll. Es wird vermutet, dass sich vom Namen dieser Siedlung auch der Name eines Baches ableitet, dem Meaques, der im Flussgebiet des Río Manzanares durch den Park fließt.
Ab dem 4. Jahrhundert erfährt das Zentrum der Iberischen Halbinsel einen Zerfallsprozess, der dazu führt, dass mit der Ankunft der Araber im 7. Jahrhundert die gesamte Gegend praktisch entvölkert ist. Dies ändert sich erst, als Muhammad I. Mitte des 9. Jahrhunderts die Festung Maǧrīṭ errichten lässt, an deren Stelle heute der Königspalast steht.
Ende des 14. Jahrhunderts macht Heinrich III. die Gegend um den Hochwald Monte de El Pardo zu seinem Herrschersitz. Eine Reihe ansässiger Adelsfamilien festigen ihre Macht dadurch, Ländereien in dessen Umgebung zu kaufen. All das beeinflusst die Entscheidung, Madrid zwei Jahrhunderte später zur Hauptstadt zur ernennen, maßgeblich mit.
Eine dieser Familien waren die „Vargas“, eine der ältesten Adelsgeschlechter des mittelalterlichen Madrid, die zum rechten Ufer des Manzanares ein Dorf mitsamt Ländereien erwarben, die bis nach Carabanchel reichten und die das heutige Casa de Campo einschließen.

### Die Habsburger
1519 baut Francisco de Vargas, zu Zeiten der Katholischen Könige Mitglied des Consejo de Castilla (dt. Rat von Kastilien), ein Landhaus (span. casa de campo) in den Ländereien, die seine Familie jenseits des Manzanares besaß.
Bevor 1561 der Königshof endgültig nach Madrid verlegt wurde, hatte der noch in Brüssel lebende Philipp II. durch Enteignungen und sukzessive Käufe von Ländereien um das Schloss herum dafür gesorgt, seine zukünftige Residenz vom Rest der Stadt zu isolieren. Der jagdbegeisterte König, der um die reichhaltigen Jagdgründe des Monte de El Pardo wusste, plante zudem weitere Erwerbungen von Ländereien zwischen El Pardo und dem Schloss, um dort einen großen Wald anlegen zu lassen. Mit seiner besonderen Nähe zum Herrschersitz sollte dieser dem König als bevorzugtes Jagdreservat dienen.
Um das zu erreichen, ordnete Philipp II. von Brüssel aus 1559 seinem Sekretär Juan Vázquez de Molina an, die Grundstücke in der Umgebung des Schlosses aufzukaufen, auf denen sich auch das Landhaus von Fadrique de Vargas befand. Diese sollten dann in das geplante Jagdgebiet umgewandelt werden, dessen Nutzung jedoch ausschließlich der königlichen Familie vorbehalten sein sollte.
Mit einem königlichen Erlass von 1562 eignet sich Philipp II. schließlich das Landhaus der Vargas an. Während der folgenden fünf Jahre – bis 1567 – wird die alte Vargas-Residenz unter der Leitung des Architekten Juan Bautista de Toledo in ein Jagdschloss umgewandelt. Dieser zeichnet auch verantwortlich für den späteren Bau der nahegelegenen Gärten, die als El Reservado bekannt sind. Der für seine Arbeiten an den Gärten des Palastes von Aranjuez bekannte italienische Gärtner Jerónimo de Algora lässt in diese Gärten muslimische und flämische sowie – für Spanien erstmals – Elemente von Barockgärten einfließen, was wegbereitend für die klassischen spanischen Gärten sein wird.
Verschiedene Teiche sowie ein Kanalsystem, das für deren Versorgung benötigt wird, werden von dem Holländer Pierre Jasen konstruiert. Einige der Teiche sind mit kleinen Booten befahrbar und mindestens einer von ihnen, in der Nähe des Sees 'Lago' gelegen, war flach genug, um im Winter zu vereisen und es gibt Hinweise darauf, dass Philipp III. – noch als Prinz – mit Schlittschuhen auf ihm lief.

### Spanischer Bürgerkrieg
Im Oktober 1936 versuchten die Putschisten unter Francisco Franco, mit aller Gewalt die Hauptstadt Madrid einzunehmen. Sowohl im Park Casa de Campo als auch im nahegelegenen Universitätsviertel tobten schwere Kämpfe (siehe Belagerung von Madrid). Die Republikaner konnten jedoch bis März 1939 alle Angriffe abschlagen. An etlichen alten Bäumen sind noch heute die Einschläge von Kugeln und Granatsplittern zu sehen.

## Belletristik
Paul Ingendaay hat einen Roman über den Casa de Campo namens Königspark geschrieben.